# Camino del Hermano Pedro

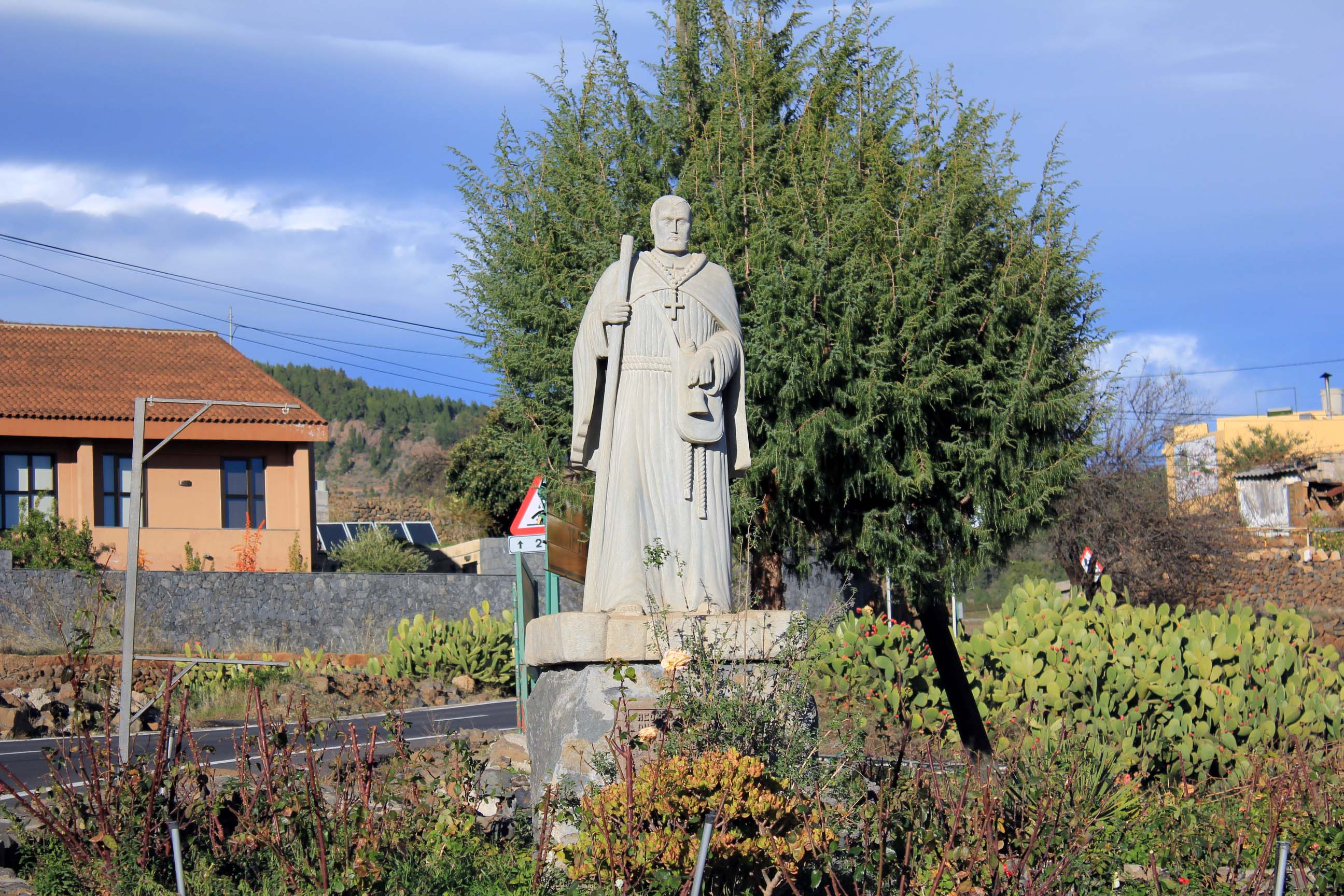
Estatua del Santo Hermano Pedro a la entrada del casco de Vilaflor.

El camino del Hermano Pedro (también conocido como ruta del Hermano Pedro o ruta del camino del Hermano Pedro) es un antiguo camino de peregrinación, vinculado a la figura de San Pedro de Betancur (más conocido como Santo Hermano Pedro), quién es el primer santo de las Islas Canarias. Recorre aproximadamente 19 kilómetros entre los términos municipales de Vilaflor de Chasna, San Miguel de Abona y Granadilla de Abona, en el sureste de la isla de Tenerife (España).

## Historia
El camino del Hermano Pedro es, en su origen, una vía de trashumancia utilizada por los aborígenes guanches para dirigir su ganado de costa a cumbre, según la estación del año. Tras la conquista de la isla en el siglo XV, continuó siendo enmarcado en un conjunto de caminos tradicionales, apareciendo en mapas históricos del siglo XVIII y XIX. Esta ruta fue también utilizada en el siglo XVII por San Pedro de Betancur durante su infancia y adolescencia, cuando trabajó como pastor de cabras, antes de realizar su labor misionera y apostólica en Guatemala.

## La ruta
En 2005, a raíz de la canonización del santo tres años antes, se inició un estudio con la finalidad de recuperar, revalorizar e institucionalizar el camino del Hermano Pedro y sus caminos adyacentes. Además de resaltarlo como símbolo de unión de los municipios de la comarca de Abona o de Chasna (Fasnia, Arico, Granadilla de Abona, San Miguel de Abona y Vilaflor de Chasna).
La peregrinación oficial se lleva a cabo anualmente el sábado anterior al 24 de abril (festividad del santo).

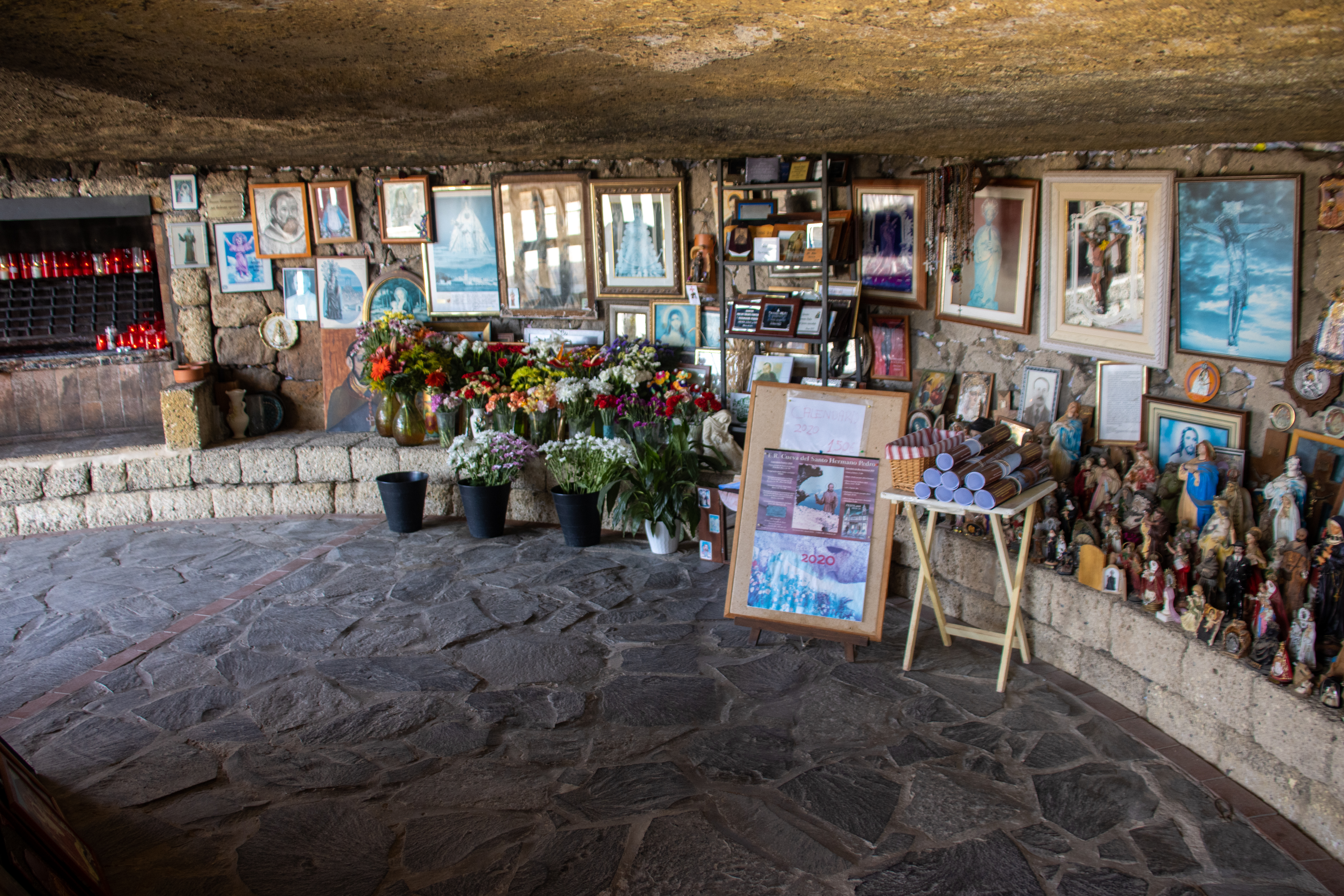
Interior de la cueva del Santo Hermano Pedro.

Primeramente tiene lugar una eucaristía a las 6.00 de la mañana en la parroquia matriz de San Pedro Apóstol en el casco de Vilaflor, pueblo natal del santo. A las 7.00 comienza la ruta de bajada o descenso cruzando parte del municipio de San Miguel de Abona hasta llegar a la popularmente conocida como cueva del Santo Hermano Pedro en el municipio de Granadilla de Abona. Este lugar era utilizado por el Hermano Pedro como abrigo o refugio con su rebaño en invierno, como lugar de oración e incluso como escondite para resguardarse de razias piratas.
La ruta del camino tiene una duración de aproximadamente cinco horas. El recorrido está salpicado de importantes muestras del patrimonio natural y cultural, destacándose la flora: matorral de cumbre, pinar, tabaibal-cardonal y matorral de costa; fauna de gran interés que puede observarse a lo largo del recorrido; y otros elementos tales como gran cantidad huertos de frutales, nateros, bancales, etc. Además de elementos arquitectónicos de importancia y bienes de interés cultural (BIC), como la casa de los Soler y la plaza de San Pedro de Vilaflor, entorno en donde destaca la iglesia parroquial; y el santuario del Santo Hermano Pedro. Parte de la ruta transcurre por el barranco de Chiñama, en donde destacan varios miradores y casonas tradicionales canarias, algunas del siglo XVIII. 
La llegada a la cueva se estima en torno a las 13.00 horas de la tarde, en donde tiene lugar otra eucaristía y la veneración de una reliquia del santo.
Además de los promotores y organizadores de la ruta: los ayuntamientos de Vilaflor y Granadilla, colaboran otras entidades y los voluntarios del espacio religioso de la cueva del Hermano Pedro. En 2012 esta ruta fue promocionada en la Red de Rutas Religiosas de Europa con la finalidad de incorporarse a la misma.